# جايسون هوليداي
جايسون هوليداي (بالإنجليزية: Jason Holliday)‏ هو بائع هوى ‏ أمريكي، ولد في 8 يونيو 1924، وتوفي في 15 يونيو 1998.